# البحر الأدرياتيكي
البحر الأدرياتيكي أو بحر أدريا أو بحر البَنَادِقِيّين أو بحر البَنَادِقَة (بالإيطالية: Mare Adriatico، بالكرواتية: Jadransko more أو Jadran)، هو مسطح مائي يفصل شبه الجزيرة الإيطالية عن شبه جزيرة البلقان. ويُعتبر البحر الأدرياتيكي الذراع الشمالية للبحر الأبيض المتوسط ، ويمتد من مضيق أوترانتو (حيث يتصل بالبحر الأيوني) إلى الشمال الغربي ووادي بو. البلدان التي لها سواحل على البحر الأدرياتيكي هي ألبانيا والبوسنة والهرسك وكرواتيا وإيطاليا والجبل الأسود وسلوفينيا.
يبلغ أقصى طول للبحر الأدرياتيكي 770 كم وأقصى عرض (اتساع) له هو 160 كم. يتصل بالبحر الأيوني عن طريق مضيق أوترانتو الذي تبلغ المسافة بين ضفيته حوالي 100 كم. متوسط عمق مياه الأدرياتيكي هو 240 م. المناطق الشمالية وخاصة الواقعة بين شبه جزيرة استريا ومدينة ريميني هي أقل مناطق البحر عمقًا إذ لا يتعدى عمقها 46 م. المناطق الواقعة إلى الشمال من جبل جارجانو وإلى الجنوب من مدينة دوبروفنيك الكرواتية وإلى الغرب من مدينة دوريس الألبانية هي الأكثر عمقًا ويتراوح العمق في تلك المنطقة ما بين 900 و 1460 م.
شاطئ البحر الغربي منخفض في أغلب أماكنه، ويحتوي في جزئه الشمالي الغربي العديد من المستنقعات والبحيرات الضحلة والواقعة على كلتي ضفتي دلتا نهر بو. أدت ترسبات نهر بو على مر السنين إلى زحف الشاطئ لأميال عدة إلى داخل البحر وبسبب هذا لم تعد مدينة أدريا (وهي سبب التسمية) واقعة على شاطئ البحر الأدرياتيكي.
من المدن الهامة في الساحل الإيطالي للبحر مدينة البندقية الواقعة على خليج يسمى باسمها ومدن ترييستي ورافينا وريميني وأنكونا وباري وبسكارا.
مدن إيزولا وكوبر وبيران وبروتوروتس هي أهم مدن سلوفينيا على الأدرياتيكي. من المدن الهامة في كرواتيا مدن بولا وروفيني وبوريتس وريكا وزادار وشيبينك وتروغير وسبليت ودوبروفنيك.

## التسمية
ترتبط جذور اسم أدرياتيكي (Adriatic) بمستوطنة أدريا الإتروسكانية، التي يشتق اسمها غالبًا من كلمة adur في اللغة الإلريانية التي تعني ماء أو بحر. في العصر الكلاسيكي القديم، كان البحر يعرف باسم Mare Adriaticum (في بعض الأحيان يبسط إلى Adria)، أو بشكل أقل شهرة Mare Superum، أي «البحر الأعلى». مع ذلك، لم يكن المصطلحان مترادفين. كان مصطلح Mare Adriaticum يشير غالبًا إلى امتداد البحر الأدرياتيكي من خليج البندقية حتى مضيق أوترانو. أصبح هذا الحد أكثر اتساقًا على يد المؤلفين الرومان- تجعل المصادر اليونانية الأولى الحدود بين البحرين الأيوني والأدرياتيكي، في أماكن مختلفة، تمتد من الحدود المتاخمة لخليج البندقية إلى الطرف الجنوبي لشبه جزيرة بيلوبونيز، والشواطئ الشرقية من سيسلي والشواطئ الغربية لكريت. يدمج مصطلح Mare Superum من جهة أخرى بشكل طبيعي بين كل من البحر الأدرياتيكي الحديث والبحر الذي يطل عليه الساحل الجنوبي لشبه جزيرة أبينيني، حتى مضيق سيسلي. استخدم اسم آخر في تلك الحقبة هو Mare Dalmaticum، والذي ينطبق على المياه المقابلة لساحل دالماتيا أو إليريكوم.
تشمل أسماء البحر في لغات البلدان المحيطة كل من الألبانية: Deti Adriatik؛ ولغة إيميليانو: Mèr Adriatic؛ واللغة الفريولية: Mâr Adriatic؛ واللغة اليونانية: Αδριατική θάλασσα- Adriatikí thálassa؛ والإسترو-رومانية: Marea Adriatică؛ والإيطالية: Mare Adriatico؛ والصربية- الكرواتية: Jadransko more- Јадранско море؛ والسلوفينية: Jadransko morje؛ واللغة البندقية: Mar Adriàtico. يشار إلى البحر في اللغتين الصربية-الكرواتية والسلوفينية ببساطة باسم Jadran.

## الجغرافيا
البحر الأدرياتيكي هو بحر شبه مغلق، يحده من الجنوب الغربي شبه جزيرة إيطاليا أو أبنيني، ومن الشمال الغربي مناطق فينيتو وفريولي-فينيزيا غوليا الإيطالية، ومن الشمال الشرقي سلوفينيا، وكرواتيا، والبوسنة والهرسك، والجبل الأسود وشبه جزيرة البلقان. يتصل البحر الأدرياتيكي من الجنوب الشرقي بالبحر الأيوني عند مضيق أوترانتو الذي يبلغ عرضه 72 كيلومترًا (45 ميلًا). تحدد المنظمة الهيدروغرافية الدولية (آي إتش أو) الحدود بين البحر الأدرياتيكي والبحر الأيوني بأنها خط يمتد من مصب نهر بوترينتو (39 درجة على خط العرض 44 دقيقة شمالًا) في ألبانيا حتى لسان كاراغول في كورفو، عبر هذه الجزيرة إلى رأس كيفالي (يقع هذان الرأسين في خط عرض 39 درجة 45 دقيقة شمالًا)، ويستمر حتى رأس سانتا ماريا دي لويكا (39 درجة على خط العرض 48 دقيقة شمالًا). يمتد 800 كيلومتر (500 ميل) من الشمال الغربي حتى الجنوب الشرقي ويبلغ عرضه 200 كيلومتر (120 ميلًا). يغطي مساحة 138,600 كيلومتر مربع (53,500 ميل مربع) ويبلغ حجمه 35 ألف كيلومتر مربع (8400 ميل مربع). يمتد البحر الأدرياتيكي باتجاه الشمال الغربي من 40 درجة حتى 45 درجة 47 دقيقة شمالًا، ويمثل ذلك الجزء الشمالي الأقصى من البحر المتوسط. ينقسم البحر الأدرياتيكي جغرافيًا إلى البحر الأدرياتيكي الشمالي، والبحر الأدرياتيكي المركزي (أو المتوسط) والبحر الأدرياتيكي الجنوبي.
يشمل حوض تصريف البحر المتوسط 235 ألف كيلومتر مربع (91 ألف ميل مربع)، مما يجعل نسبة بحر لليابسة تبلغ 1.8. يبلغ متوسط ارتفاع حوض التصريف 782 مترًا (2566 قدم) فوق مستوى سطح البحر، بمتوسط انحدار يبلغ 12.1 درجة. تشمل الأنهار الكبرى التي تصب في البحر الأدرياتيكي كل من أنهار بو، وسوكا، وكركا، ونيريتفا، ودرين، وبوجانا وفوسي. في أواخر القرن التاسع عشر، أنشأت إمبراطورية النمسا-وهنغاريا شبكة جيوديسية بمعيار مرجعي للارتفاع مستخدمةً متوسط مستوى البحر الأدرياتيكي في رصيف ميناء سارتوريو في تريست، إيطاليا. أَبُقِي على المعيار فيما بعد في النمسا، واعتمدته يوغسلافيا وحافظت عليه الدول التي ظهرت بعد حلها. في عام 2016، اعتمدت سلوفينيا معيارًا جديدًا يشير إلى محطة قياس المد والجزر المطورة في بلدة كوبر الساحلية.
تلامس جبال الألب التي تمتلك أيضًا تأثيرًا كبيرًا على الأرصاد الجوية في البحر المتوسط، البحر الأدرياتيكي في المنطقة المحيطة بتريست باتجاه دوينو وبرشلونة.

## الإدارة الساحلية
تباطأ غرق البندقية بعد حظر الآبار الأرتوازية في الستينيات، ولكن المدينة لا تزال مهددة بفيضانات «أكوا ألتا». وبالرغم من إشارة الدراسات الحديثة إلى أن المدينة لم تعد تغرق، إلا أن حالة التأهب لا تزال سارية.
في مايو 2003، افتتح رئيس الوزراء آنذاك سيلفيو برلسكوني مشروع موسى، وهو نموذج تجريبي يهدف إلى حماية بحيرة ومدينة البندقية الإيطالية من الفيضانات، من خلال تقييم أداء الحواجز القابلة للنفخ. يقترح المشروع وضع سلسلة من 79 عوامات قابلة للنفخ عبر قاع البحر عند المداخل الثلاثة لبحيرة البندقية. وذلك عندما يُتوقع أن يرتفع معدل الماء بسبب ظواهر المد والجزر أعلى من 110 سم (43 بوصة)، ستمتلئ العوامات بالهواء وتسد المياه القادمة من البحر الأدرياتيكي.